# Клинково (Сафоновський район)
Клинково (рос. Клинково) — присілок Сафоновського району Смоленської області Росії. Входить до складу Казулінського сільського поселення.
Населення — 17 осіб (2007 рік). 